# Formicarius rufipectus
Tordo-formigueiro-de-peito-ruivo ou pinto-da-mata-de-peito-ruivo (Formicarius rufipectus) é uma espécie de ave da família Formicariidae.
Pode ser encontrada nos seguintes países: Colômbia, Costa Rica, Equador, Panamá, Peru e Venezuela.
Os seus habitats naturais são: regiões subtropicais ou tropicais húmidas de alta altitude.